# The Bottom
The Bottom je hlavní město ostrova Saba, který patří ke Karibskému Nizozemsku. Nachází se v jihozápadní části ostrova v nadmořské výšce 220 metrů. Žije zde přibližně 495 obyvatel, což představuje zhruba třetinu populace celého ostrova. 

## Historie
Osada byla založena roku 1632 obyvateli Zeelandu. Podle polohy na plochém dně sopečného kráteru dostala název De Botte („mísa“). Později převládli anglicky hovořící osadníci (Irové, Skotové a otroci z Afriky) a název byl změněn na The Bottom. Sídlo bývá také neoficiálně nazýváno Leverock's Town podle bývalého guvernéra Mosese Leverocka.

## Infrastruktura
V The Bottom sídlí správa ostrova a místní guvernér (gezaghebber). Nacházejí se zde tři kostely – anglikánský, římskokatolický a metodistický. The Bottom má také knihovnu, kino, nemocnici, obchodní dům, hotel, muzeum a park pojmenovaný po královně Wilhelmině. Městem prochází silnice The Road, která byla v hornatém vnitrozemí Saby postavena až v padesátých letech dvacátého století. V roce 1992 zde Američané založili soukromou vysokou lékařskou školu Saba University School of Medicine. Významným zaměstnavatelem je i místní sítotisková dílna. K turistickým zajímavostem patří schodiště zvané The Ladder, jehož 800 stupňů spojuje město s mořským pobřežím. V červenci se koná letní festival s průvody a koncerty, v prosinci se slaví lokální svátek Saba Day.